# Iseu de Santo Elias Affonso da Costa
Iseu de Santo Elias Affonso da Costa (Paranaguá, 27 de outubro de 1926 - Curitiba, 4 de novembro de 2010) foi um médico brasileiro pioneiro da cirurgia cardíaca brasileira e primeiro discípulo do Professor Euryclides de Jesus Zerbini.

## Biografia
Filho de Francisco Jejuhy Affonso da Costa e Iva Pereira Corrêa, transferiu domicílio para Curitiba ainda na adolescência. Ingressou no curso de medicina da UFPR no ano de 1945 e, após três anos, transferiu seus estudos para a USP, onde veio a ser formar em 1950. Fez sua residência médica em São Paulo, sendo o primeiro discípulo do Professor Euryclides de Jesus Zerbini. Posteriormente, aprimorou seus conhecimentos no exterior, sendo bolsista na Escola de medicina da Universidade de Stanford, na Fundação Alexander von Humboldt, em Dusseldorf e em Munique. Também foi professor visitante na Universidade da Califórnia, em Irvine. De volta ao Brasil, iniciou sua trajetória acadêmica na UFPR, como Livre-docente de Técnica operatória e cirurgia experimental no ano de 1957. Seguiu sua carreira universitária tornando-se professor titular de cirurgia no ano de 1978, cargo que manteve até a sua aposentadoria em 1994.
Foi um dos pioneiros da cirurgia cardíaca no Paraná ao fundar, no ano de 1967, o serviço de cirurgia cardíaca da Santa Casa de Misericórdia de Curitiba. Teve uma vida atuante nas atividades culturais e associativas, participando da Associação Médica do Paraná, da Associação Médica Brasileira, da Sociedade Brasileira de Cirurgia Cardiovascular, da Academia Paranaense de Medicina, do Instituto Histórico e Geográfico do Paraná e da Fundação Santos Lima, da qual foi presidente do conselho cultural.
Possuidor de um conhecimento e cultura extraordinários, além de poliglota, encantou a todos com sua afabilidade e seus ensinamentos. Faleceu em decorrência de um AVC no Instituto de Neurologia de Curitiba.

## Prêmios recebidos
- Professor emérito da UFPR em 1993.
- Cidadão honorário de Curitiba em 1993.[2]
- Honra ao Mérito por serviços prestados, conferido pelo Hospital de Clínicas da UFPR em 1995.

## Obras publicadas
- Szymon Kossobudski-Patrono do Ensino da Cirurgia no Paraná (1989)
- História da Cirurgia Cardíaca Brasileira (1996)
- O Ensino da Medicina na Universidade Federal do Paraná (1997-2007)
- Patronos da Academia Paranaense de Medicina (2003-2010)
- O Primeiro Alemão de Curitiba (2007)
- Os Descendentes de Julia Guilhermina Muller Caillot e José de Santo Elias Affonso da Costa (2007)